# De beata vita

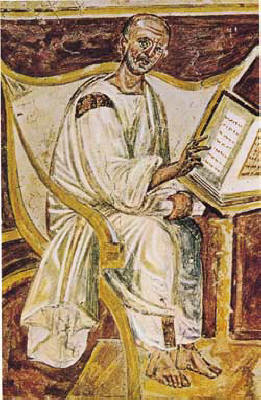
Augustin Thagaste

De beata vita (lateinisch „Vom glücklichen Leben“) ist der Titel zahlreicher philosophisch-theologischer Abhandlungen der Antike und des Mittelalters, die sich mit den Voraussetzungen der Glückseligkeit des Menschen beschäftigen. Dieser Artikel beschäftigt sich vor allem mit De beata vita, dem philosophischen Frühwerk Augustins.

## Vom glücklichen Leben
Augustinus verfasste De beata vita 386, während er sich in der Nähe von Mailand auf einem Landgut namens Cassiciacum aufhielt, um dort nach langen und stürmischen Jahren des rastlosen Suchens nach der Wahrheit endlich bei ihr eingekehrt, seinem Denken und Dasein einen Neuanfang zu ermöglichen. Zum einen äußerlich dadurch, dass er seinen Beruf als Rhetoriklehrer aufgab, und damit auch teilweise seinen Mailänder Lebenskreis, und zum anderen innerlich dadurch, dass er versuchte, sich im hilfreichen Verbunde mit wenigen Gleichgesinnten der erreichten Neubesinnung in äußerer und innerer Stille und Abgeschiedenheit bewusst zu werden. Das Werk selbst widmete er dem Flavius Mallius Theodorus, Konsul des Jahres 399 und Christ, der der neuplatonischen Philosophie nahestand.

## Inhalt
Inhaltlich geht es in De beata vita um die Reflexion eines wichtigen Lebensabschnittes in Augustins Leben. Dies geschieht in Form eines Protokolls über ein drei Tage dauerndes Gespräch, an dem Freunde, seine Schüler Trygetius und Licentius, seine beiden Vettern Lartidianus und Rusticus, sein Bruder Navigius, seine Mutter Monika und sein Sohn Adeodatus beteiligt gewesen waren. Alle Beteiligten waren eng miteinander verbunden. Unter ihnen herrschte  Einverständnis darüber, dass Philosophieren im Rahmen eines frommen Lebens, zum Glück jedes Einzelnen beitragen solle.   Augustinus übernahm die Führerrolle in diesem Gespräch, indem er durch Fragen an seine Gesprächspartner herauszufinden suchte, ob sie bereit seien seine Ansichten zu teilen. Er appellierte dabei immer wieder an ihre Einsichtsfähigkeit und forderte sie auf, durch eigenes prüfendes Nachvollziehen des gemeinsam Erarbeiteten herauszufinden, ob und inwieweit es ihrer Meinung nach zutreffe. 
Die Darstellung des Gesprächs beginnt mit einem biographischen Rückblick Augustins, in dem er schildert, dass Ciceros Schrift Hortensius „seine Liebe zur Philosophie“ geweckt habe. Vergeblich aber habe er das Glück der Philosophie, von dem Cicero redete, bei den Manichäern und den Akademikern gesucht. Erst seit er dem christlichen Mailänder Bischof Ambrosius begegnet sei, halte er es für möglich, dieses Glück zu erreichen. „Am Morgen des 13. Novembers 386, bat ich meine Gäste mir nach einem leichten Frühstück ins Badehaus zu folgen, um sich mit mir in diesem abgelegenen Ort zu unterhalten.“ 
Im Rahmen dieses Gespräches verständigten sich alle darauf, dass
- der Mensch sowohl Leib als auch Geist sei
- alle Menschen glücklich werden möchten
- Glück davon abhängt, wo man es glaubt, finden zu können
- dauerhaftes Glück nur durch dauerhaften Besitz von etwas möglich ist
- Gott ewig und unveränderlich sei
- deshalb Gott das höchste Glück sei
- der Mensch dieses Glück haben kann
- der Mensch dafür einen reinen Geist braucht, indem er Gottes Willen erfüllt und ein gutes Leben führt.

Der Dialog endet mit einer fiktiven Vorstellung vom Glück. Im Hinblick auf das Leben aber meint Augustinus: „Solange der Mensch sucht, ist er nicht glücklich.“ (4,35)
Interessant an diesem philosophischen Frühwerk Augustins ist auch die Rolle von Marcus Tullius Ciceros  verlorenem Werk Hortensius und die Rezeption neuplatonischen Gedankengutes mit manchen Anklängen, etwa an Plotin. Nicht nur das persönliche Philosophieren kommt zum Ausdruck, sondern die Philosophie der Antike als Ganzes ist als Hintergrund zu verstehen.

## Textausgaben
- Augustinus: Vom seligen Leben. Leipzig 1923.
- Augustinus: Über das Glück (De beata vita). Eingeleitet, übersetzt und erläutert von Ingeborg Schwarz-Kirchenbauer und Willi Schwarz. Zürich/München 1972.
- Augustinus: De beata vita. Über das Glück, lateinisch/deutsch. Reclam, Stuttgart 1982, ISBN 3-15-007831-8.
- Aurelii Augustini: Contra Academicos, De Beata Vita, Necnon, De Ordine Libri. Textkritische lateinische Ausgabe: Wilhelm M. Green (Hrsg.): Stromata patristica et mediaevalia. Band 2, Antwerpen 1956.

## Sekundärliteratur
- Eckard König: Augustinus philosophus. Christlicher Glaube und philosophisches Denken in den Frühschriften Augustins. Fink, München 1970.
- Bernd-Reiner Voß: Der Dialog in der frühchristlichen Literatur. Fink, München 1970.
- Dorothea Weber: Augustinus’ Geburtstagsfeier in De beata vita. In: Wiener humanistische Blätter. Nr. 46, 2004, S. 12–25.